# 白帶石鱸
白帶石鱸（学名：Plectorhinchus albovittatus），又名白帶胡椒鯛、厚嘴仔、打鐵婆，为鱸形目石鱸科胡椒鯛屬下的一个种。该物种主要分布于印度洋和西太平洋海域，体长可达100公分。